# Heinrich Schulten
Heinrich Schulten (* 23. April 1941) ist ein ehemaliger deutscher Fußballspieler. Der Defensivspieler absolvierte in der Saison 1966/67 beim Bundesligaaufsteiger Rot-Weiss Essen fünf Rundenspiele in der Fußball-Bundesliga. Beim Erreichen der Vizemeisterschaft 1965/66 in der Fußball-Regionalliga West hatte er 13 Einsätze vorzuweisen.

## Werdegang
Schulten spielte erstmals in der Ligamannschaft von Rot-Weiss Essen in der Saison 1962/63 in der 2. Liga West. Mit Mannschaftskameraden wie Otto Rehhagel, Werner Kik, Heinz-Dieter Hasebrink, Ekkehard Feigenspan und Herbert Weinberg absolvierte er beim Erreichen des 6. Ranges sieben Ligaspiele.
Zwischen 1963 und 1966 absolvierte er in der zweitklassigen Regionalliga West 61 (1 Tor) Ligaspiele für das Team von der Hafenstraße aus Bergeborbeck. Trainer war bei RWE in den ersten zwei Jahren in der Regionalliga Fred Harthaus und es wurden 1963/64 der 10. und 1964/65 der 7. Rang belegt. Schulten war in 48 Ligaspielen im Einsatz gewesen. In der dritten Spielzeit, 1965/66, erreichten die Rot-Weißen im ersten Trainerjahr von Fritz Pliska und mit den Angreifern Willi Koslowski und Willi Lippens die Vizemeisterschaft und in der Aufstiegsrunde den Aufstieg in die Bundesliga. Schulten hatte in der Ligasaison 13 Regionalligaspiele bestritten.
In der Saison 1966/67 absolvierte er fünf Spiele im Oberhaus des deutschen Fußballs. Schulten debütierte am 21. Januar 1967 bei einem 1:1-Auswärtsremis beim FC Schalke 04 in der Bundesliga. Er bildete dabei als rechter Verteidiger mit Werner Kik das Verteidigerpaar der Essener.  Sein fünftes und letztes Spiel in der Bundesliga absolvierte er am 1. April 1967 bei einer 3:4-Auswärtsniederlage bei Borussia Mönchengladbach. Er bildete dabei wiederum mit Kik vor Torhüter Hermann Roß das Verteidigerpaar und sie bekämpften überwiegend die Flügelstürmer Herbert Wimmer und Bernd Rupp. Essen konnte die Liga nicht halten und stieg als Tabellenletzter wieder in die Regionalliga ab.